# Église des Saints-Archanges de Kovin
Pour les articles homonymes, voir Église des Saints-Archanges (homonymie).
L'église des Saints-Archanges de Kovin (en serbe cyrillique : Црква Светих Арханђела у Ковину ; en serbe latin : Crkva Svetih Arhanđela u Kovinu) est une église orthodoxe serbe située à Kovin, dans la province autonome de Voïvodine et dans le district du Banat méridional en Serbie. Elle est inscrite sur la liste des monuments culturels de grande importance de la république de Serbie (identifiant no SK 1464).
L'église est dédiée aux archanges saint Michel et saint Gabriel.

## Présentation
La première pierre de l'église a été posée le 1er août 1777 par le métropolite de Karlovci Vićentije Jovanović Vidak, par l'évêque Mojsije Putnik et par l'archiprêtre Stefan Teodorović à l'emplacement d'un édifice plus ancien détruit pour permettre l'érection du nouveau bâtiment.
L'iconostase a été sculptée par l'atelier Marković de Novi Sad ; elle est ornée d'icônes réalisées par un peintre inconnu de la fin du XVIIIe siècle. L'édifice est orné de fresques qui pourraient être l'œuvre d'Arsenije Jakšić, qui a travaillé plus tard à la cathédrale Saint-Nicolas de Vršac. L'église abrite également d'autres icônes réalisées vers 1770 par Teodor ou Dimitrije Popović,.